# شهرستان کهنه‌شهر
شهرستان کهنه‌شهر کاشغر (به اویغوری:كونا شەھەر ناھىيىسى) ویا شهرستان شوفو (به چینی: 疏附县، به لاتین: Shufu County) یک شهرستان‌های جمهوری خلق چین در چین است که در ولایت کاشغر واقع شده‌است.

نام چینی این شهرستان،‌ «شوفو»، وام‌واژه‌ایست از زبان زبان سکایی ختن، که به معنی «کهنه‌شهر» می باشد.

## جمعیت
| ترکیب قومیتی شهرستان کهنه‌شهر | ترکیب قومیتی شهرستان کهنه‌شهر | ترکیب قومیتی شهرستان کهنه‌شهر | ترکیب قومیتی شهرستان کهنه‌شهر | ترکیب قومیتی شهرستان کهنه‌شهر |
| ---------------------------- | ---------------------------- | ---------------------------- | ---------------------------- | ---------------------------- |
| قومیت                        | قومیت                        |                              | درصد                         | درصد                         |
| اویغور                       | اویغور                       |                              | ۹۸٫۰٪                        | ۹۸٫۰٪                        |
| هان                          | هان                          |                              | ۱٫۷٪                         | ۱٫۷٪                         |
| قرقیز                        | قرقیز                        |                              | ۰٫۲٪                         | ۰٫۲٪                         |
| سایر                         | سایر                         |                              | ۰٫۱٪                         | ۰٫۱٪                         |
| منبع سرشماری جمعیت :         |                              |                              |                              |                              |

## تاریخچه
ولایت مدرن کاشغر، در سال ۱۹۱۳ میلادی، دومین سال حاکمیت جمهوری چین تشکیل شد. ولایت کاشغر در آن زمان شامل اراضی امروزی این ولایت، علاوه بر ولایت ختن و ولایت خودمختار قزل‌سو قرقیز (بجز شهرستان آقچی) بود. ولایت کاشغر شامل ۱۲ شهرستان بود، منجمله شهرستان کهنه‌شهر.
در سالهای ۱۹۳۳ و ۱۹۳۴ میلادی، در منطقهٔ کاشغر که در آن زمان شامل ولایت خودمختار قزل‌سو نیز می‌شد، در طی شورشی علیه حکومت استانی وفادار به جمهوری چین، کشور جدیدی به طول دو سال با نام جمهوری اسلامی ترکستان شرقی اعلام شده بود. 
در سپتامبر ۱۹۳۸ میلادی، شهرستان آرتوش در تابعیت ولایت کاشغر، از بخش‌هایی از شهرستان کهنه‌شهر ایجاد شد.
در ژوئیه ۱۹۵۴ میلادی، از ترکیب ۳ شهرستان آرتوش و اولوغچات در ولایت کاشغر و آقچی در ولایت آق‌سو، ولایت خودمختار قزل‌سو قرقیز تاسیس شد. یک ماه پس از آن، بخش‌هایی از اراضی شهرستان‌های ینگیسار، شهرستان کهنه‌شهر، تاشکورگان، و شهرستان اولوغچات ترکیب شده و شهرستان آق‌تو را تشکیل دادند. این شهرستان نیز به ولایت خودمختار قزل‌سو قرقیز پیوست.
بین سالهای ۱۹۵۴ و ۱۹۵۶ میلادی، «ولایت خودمختار جنوب سین‌کیانگ» (مشابه ولایت خودمختار ایلی قزاق) با تحت مدیریت داشتن ولایات کاشغر، یارکند، آق‌سو، ختن، و ولایت خودمختار قزل‌سو قرقیز ایجاد شد. بین سال‌های ۱۹۵۵ و ۱۹۵۶، ولایت کاشغر منحل شده، و شهرستان‌های آن، تحت تابعیت مستقیم «ولایت خودمختار جنوب سین‌کیانگ» قرار گرفت.
در سال ۱۹۵۶، «ولایت خودمختار جنوب سین‌کیانگ» منحل شد. در این سال، ولایت کاشغر باز دوباره تاسیس شد. در همین سال، ولایت یارکند نیز منحل شده و ۴ شهرستان آن به ولایت کاشغر پیوستند. شهرستان کهنه‌شهر از آن سال تا به امروز تابع ولایت کاشغر بوده است.
در ژوئن ۲۰۱۴، اراضی جدیدی از شهرستانهای کهنه‌شهر و ینگی‌شهر در ولایت کاشغر  و از شهرستان آق‌تو در ولایت خودمختار قزل‌سو قرقیز از این شهرستان‌ها جدا شده و ضمیمهٔ شهر تومشوق شد. بر روی این اراضی، شهرک جدیدی با نام شهرک تساوهو (اویغوری: ساۋخۇ بازىرى‎)(به چینی: 草湖镇市؛پین‌یین: Cǎohú Zhèn) پایه گذاری شد.

## جستارهای وابسته

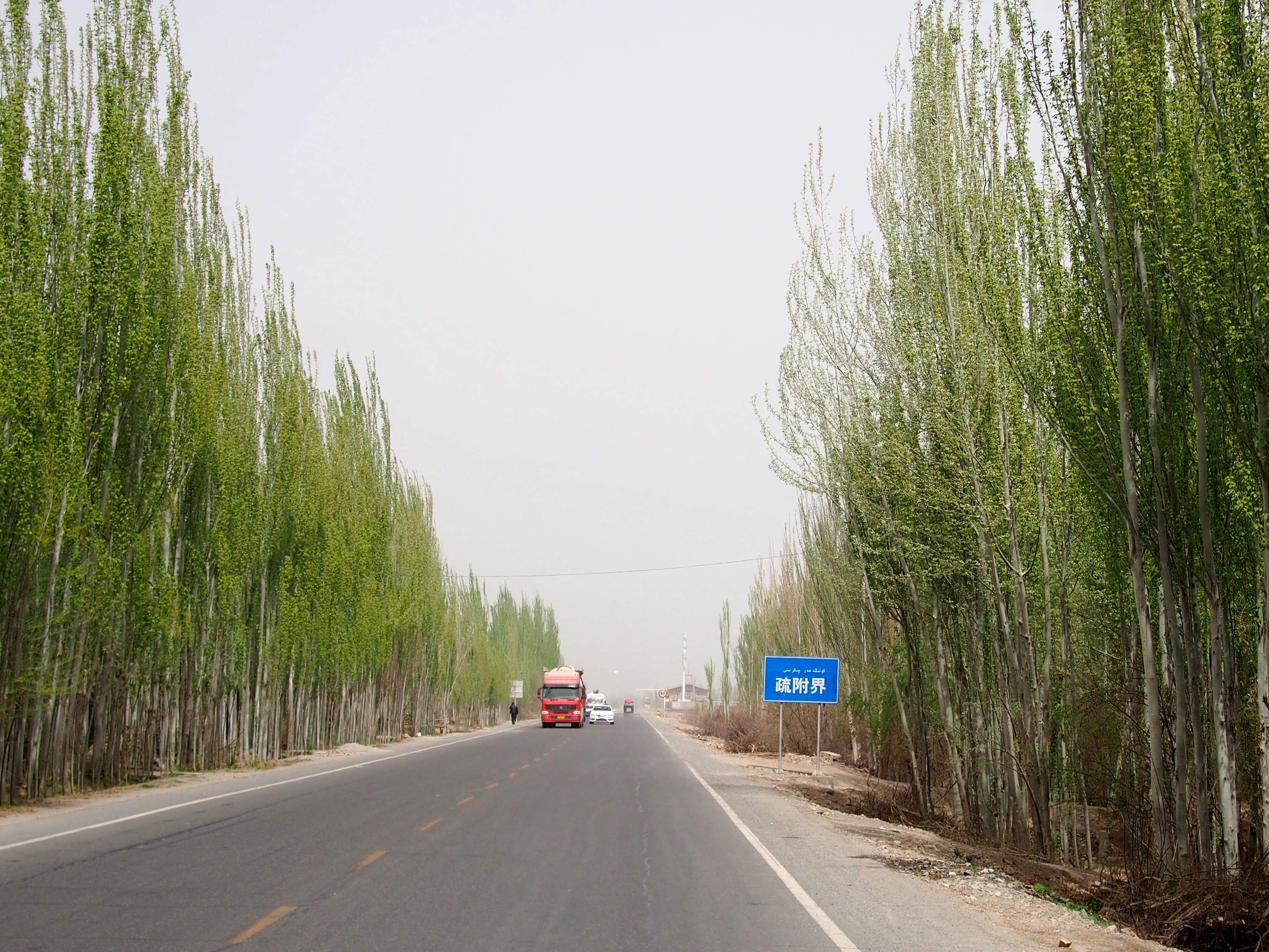